# Phlaeoba assama
Phlaeoba assama är en insektsart som beskrevs av Willy Adolf Theodor Ramme 1941. Phlaeoba assama ingår i släktet Phlaeoba och familjen gräshoppor. Inga underarter finns listade i Catalogue of Life.